# Organizaciones juveniles en la Checoslovaquia comunista
Las organizaciones juveniles siempre han jugado un papel importante en los regímenes comunistas.
Tras la toma del poder de febrero de 1948, el Partido Comunista de Checoslovaquia (KSČ) formó dos organizaciones juveniles: la Organización de Pioneros de la Unión de Jóvenes Socialistas (en checo: Pionýrská Organizace Socialistického Svazu Mládeže, para niños de ocho a quince años de edad) y la Unión Checoslovaca de la Juventud (en checo: Československý svaz mládeže, ČSM, para jóvenes de entre quince y veinticinco años). Ambas organizaciones fomentaban el paso de su militancia en el futuro a la del KSČ.

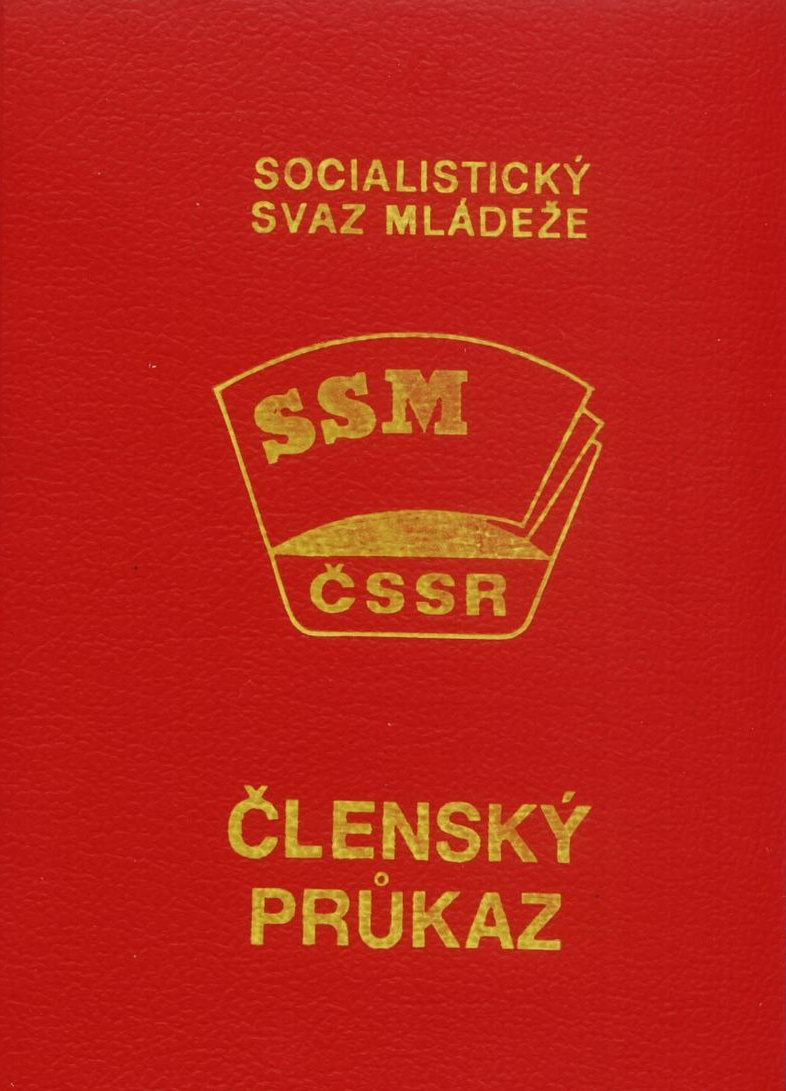
Carnet de la SSM.

Para finales de los años 1960, alrededor del 70% de los niños de entre ocho y quince años eran miembros de los Pioneros; sin embargo, la Primavera de Praga reveló la insatisfacción con el modelo soviético de uniforme y saludos, lo cual no era popular entre los checoslovacos. Por eso, cuando a partir de 1968 la militancia se convirtió en voluntaria, el número de miembros descendió considerablemente, situación que continuó a lo largo de las décadas de 1970 y 1980.
La Unión Checoslovaca de la Juventud tuvo una tumultuosa historia entre finales de los años 60 y la década de los 70. Como organización juvenil del KSČ, se encontró con los mismos problemas que el Partido a la hora de reclutar miembros. A mediados de los 60, menos de la mitad de los jóvenes de entre quince y veinticinco años eran militantes; a mediados de los 70 esta cifra había bajado a menos de un tercio. Como en el caso del KSČ, aquellos que se unían tendían a hacerlo como medio para hacer carrera; los estudiantes de instituto y universidad estaban sobrerepresentados, mientras solo una pequeña fracción de los jóvenes obreros industriales y agrícolas estaba afiliado. Durante la Primavera de Praga, la ČSM se escindió en numerosas asociaciones independientes, como la Unión de Estudiantes de Instituto y Aprendices, la Unión de la Juventud Obrera y la Unión de Estudiantes de Universidad. Este desarrollo escapaba al control del Partido Comunista, por lo que a partir de 1969 la dirección del KSČ comenzó a planear la reconstitución de un movimiento juvenil unificado. Durante la misma época, la invasión soviética provocó la aparición de numerosas organizaciones juveniles disidentes, que durante los años 70 y 80 fueron infiltradas y reprimidas por el régimen.
En 1970 el Partido Comunista promovió la fundación de la Unión Socialista Checoslovaca de la Juventud (SSM), que para 1983 contaba con 1,5 millones de afiliados. El 28% eran trabajadores y el 72% estudiantes. Con el tiempo la militancia en los Pioneros y la SSM se convirtió en un deber más o menos formal y la actividad se centró en tareas apolíticas y de recreo, con un bajo nivel de participación y numerosas agrupaciones locales inactivas.
- Datos: Q8059339
- Multimedia: Youth organizations in Communist Czechoslovakia / Q8059339